# Offshorebolag
Ett offshorebolag är ett holdingbolag i en koncern som har säte i ett, ofta lågbeskattat, land eller territorium där ägaren/ägarna inte har hemvist. Internationella valutafonden definierar offshore som:
1. ”I sin enklaste mening, regler om finansiell service av banker och andra agenter till personer som inte har hemvist i landet ifråga.
2. I sin bredaste betydelse kan ett offshore finanscenter betyda vilket som helst finanscenter där offshore aktiviteter sker. Denna definition skulle inkludera alla större finanscentrum i världen.”

Vilka länder som anses som offshore finanscenter är olika från bedömare till bedömare. OECD klassificerar till exempel utifrån sin lista från år 2000, 14 länder som offshore finanscentrum. Men det finns listor från olika institutioner och andra bedömare som rankar 19, 42 respektive 69 länder som offshore finanscentrum. Konceptet offshore har olika betydelser för olika bedömare. Men för att anses som ett offshore finanscentrum måste ändå vissa kriterier vara uppfyllda.

## Holdingbolag och skatteplanering
Ett holdingbolags huvudsakliga syfte är att ha ett långvarigt ägande i en eller flera andra företag. Via ett holdingbolag kan det finnas möjlighet för ägarna att tillgodogöra sig  vinster och finansiera verksamheten.
Holdingbolag kan i vissa fall lokaliseras till stater som betraktas som skatteparadis. Det föreligger en diskussion om vad som skall anses vara ett skatteparadis.
Vid val av lokalisering av ett holdingbolag beaktas ofta följande områden:
- Möjligheten till skattebefrielse för utdelningar och kapitalvinster på aktier (och villkoren för att ta del av dessa)
- Ingen eller låg källskatt på ingående och utgående utdelningar och likvidationsutdelning
- Ingen eller låg stämpelskatt på investeringar och kapitaltillskott[5]
- Ingen eller låg stämpelskatt på aktieöverlåtelse[5]
- Ingen eller begränsade regelverk avseende soliditet och skuldsättningsgrad (underkapitalisering)
- Begränsade skatteflyktsregler
- Ingen CFC-lagstiftning
- Fördelaktiga dubbelbeskattningsavtal med ägarnas och underliggande bolags hemvistländer
- Eventuella möjligheter till skattemssigt avdrag för goodwill och avskrivningar på det nuvarande värdet av tillgångarna
- Brett skatteavtalsnätverk
- Ingen uttagsbeskattning
- Fördelaktig momsbeskattning
- Låg beskattning av anställda
- Låg bolagsskattesats
- Ingen ’exit taxation’[5]
- Låg beskattning av ränteintäkter
- Ingen valutakontroll

Utöver rent skattedrivna överväganden har andra frågor betydelse:
- Politisk risk och regeringens attityd mot utländska investerare
- Infrastruktur och kommunikationer
- Tillång till kvalificerad arbetskraft
- Ekonomiska förhållanden
- Miljömässiga regler[5]

## Konkurrens mellan holdingbolagslokalisationer
I de flesta fall finns det ingen ‘perfekt’ holdingbolagsdestination. Fördelarna och nackdelarna av vilken som helst holdingbolagslokalisation beror på från fall till fall.
Europa verkar dock vara det mest populära lokaliseringsalternativet för etableringen av holdingbolag och dess popularitet ökar. ”Följande efter förverkligandet av den gemensamma marknaden mellan EU:s medlemsstater, särskilt på grund av implementeringen av moder/dotterbolagsdirektivet och Fusionsdirektivet inom beskattningsområdet, så har etablerandet av holdingbolag i Europa blivit i ökande grad populärt”.
De fem länder som 2008 ansågs vara mest populära för amerikanska multinationella bolag att etablera finansholdingbolag i enligt en undersökning är Nederländerna, Tyskland, Schweiz, Storbritannien och Luxemburg. Dessa Europeiska länder har totalt 89 % av amerikanska finansholdingbolag. Andra siffror gäller för etablerandet av holdingbolag som s.k. kompetenscentrum och huvudkontor.  Men dessa ”klassiska” holdingbolagslokalisationer möter allvarlig konkurrens från de 10 nya medlemsstaterna i EU. Dessa medlemsstater sänker sina bolagsskatter och företar andra skatteinitiativ för att attrahera utländska investerare.
Vissa holdingbolagsorter är populära för vissa ändamål, såsom t.ex. Singapore, Hongkong, Bermuda, Cayman Islands, Panama, Jersey och Isle of Man. Dessa länder och territorier har konkurrenskraftiga regler för att attrahera investerare av visst slag.